# Raymundo Sabio
Raymundo Sabio MSC (ur. 2 marca 1946 w Tabungan) – filipiński duchowny katolicki, prefekt apostolski Wysp Marshalla od 2007 do 2017.

## Życiorys
W dniu 29 czerwca 1969 roku złożył wieczyste śluby zakonne w zgromadzeniu Misjonarzy Najświętszego Serca Jezusowego. Święcenia kapłańskie otrzymał 28 grudnia 1971 roku jako członek tegoż zgromadzenia. Pracował m.in. jako dyrektor zakonnego centrum formacyjnego i mistrz nowicjatu. Był także misjonarzem w Korei Południowej oraz na Wyspach Marshalla.
W dniu 21 grudnia 2007 roku papież Benedykt XVI mianował go prefektem apostolskim Wysp Marshalla. Urząd ten pełnił do 28 czerwca 2017, kiedy papież Franciszek przyjął jego rezygnację z urzędu.